# Szerb dinár
A szerb dinár (szerbül: српски динар / srpski dinar) Szerbia jelenlegi hivatalos pénzneme.

## Történelem
Az első szerb dinárok 1241-ben jelentek meg, majd a Szerb Királyságban is verték 1868 és 1918 között. 1918-ban megalakult Szerb–Horvát–Szlovén Királyság, először a jugoszláv korona, majd 1920-tól a jugoszláv dinár lett az ország – s így Szerbia – pénzneme is. Többszöri hiperinfláció és pénzreform, majd Jugoszlávia széthullása után 2003-ban végleg megszűnt. Ekkor – vagyis a Szerbia és Montenegró államalakulat létrejöttekor – vette át helyét ismét a szerb dinár, mely csak az ország egy részén volt használatos, mivel Montenegró és Koszovó egy ideje már csak az eurót használta. Ekkor a valuta ISO 4217-kódja CSD volt, majd ezt 2006. október 25-től felváltotta az RSD, tükrözve a politikai helyzet változását, azaz Szerbia és Montenegró szétválását.

## Érmék
|  | 1 dinár  | 20 mm | 4,26 g | 75% réz, 0,5% nikkel, 24,5% cink | A Szerb Nemzeti Bank épülete, verési évszám | Szerbia címere | 2005 | 2005 |
|  | 1 dinár  | 20 mm | 4,2 g  | réz                              | A Szerb Nemzeti Bank épülete, verési évszám | Szerbia címere | 2009 | 2009 |
|  | 2 dinár  | 22 mm | 5,15 g | 75% réz, 0,5% nikkel, 24,5% cink | Gračanica kolostora                         | Szerbia címere | 2006 | 2006 |
|  | 2 dinár  | 22 mm | 5,05 g | réz                              | Gračanica kolostora                         | Szerbia címere | 2009 | 2009 |
|  | 5 dinár  | 24 mm | 6,13 g | 75% réz, 0,5% nikkel, 24,5% cink | Krušedol temploma                           | Szerbia címere | 2005 | 2005 |
|  | 5 dinár  | 24 mm | 5,78 g | réz                              | Krušedol temploma                           | Szerbia címere | 2013 | 2013 |
|  | 10 dinár | 26 mm | 7,77g  | 70% réz, 12% nikkel, 18% cink    | Studenica temploma                          | Szerbia címere | 2005 | 2005 |
|  | 20 dinár | 28 mm | 9g     | 70% réz, 12% nikkel, 18% cink    | a belgrádi Szt. Száva-templom               | Szerbia címere | 2006 | 2006 |

## Bankjegyek
2011. december 30-án 2000 dináros bankjegyet adtak ki.

### 2006-os sorozat
| Kép    | Kép    | Névérték    | Méret       | Szín        | Leírás                      | Leírás                                                                            | Dátumok              | Dátumok     |
| Előlap | Hátlap | Névérték    | Méret       | Szín        | Előlap                      | Hátlap                                                                            | kibocsátás           | visszavonás |
| ------ | ------ | ----------- | ----------- | ----------- | --------------------------- | --------------------------------------------------------------------------------- | -------------------- | ----------- |
|        |        | 10 dinár    | 131 x 62 mm | okkersárga  | Vuk Stefanović Karadžić     | 1. Pánszláv konferencia Prágában 1848-ban, Karadžić időskori képe, Szerbia címere | 2006. május 19.      | forgalomban |
|        |        | 20 dinár    | 135 x 64 mm | zöld        | II. (Njegoš) Péter          | Cetinje 1494-ben, Szerbia címere, II. (Njegoš) Péter                              | 2006. július 18.     | forgalomban |
|        |        | 50 dinár    | 139 x 66 mm | ibolya      | Stevan Stojanović Mokranjac | Miroslav-evangélium, Stevan Stojanović Mokranjac, Szerbia címere                  | 2005. november 15.   | forgalomban |
|        |        | 100 dinár   | 143 x 68 mm | kék         | Nikola Tesla                | "Tesla galambja", Szerbia címere, Nikola Tesla                                    | 2006. október 20.    | forgalomban |
|        |        | 200 dinár   | 147 x 70 mm | barnászöld  | Nadežda Petrović            | Nadežda Petrović, Gračanica monostora, Szerbia címere                             | 2011. szeptember 30. | forgalomban |
|        |        | 500 dinár   | 147 x 70 mm | zöld        | Jovan Cvijić                | szerb népi motívumok, Jovan Cvijić, Szerbia címere                                | 2007. június 7.      | forgalomban |
|        |        | 1 000 dinár | 151 x 72 mm | piros       | Đorđe Vajfert               | Đorđe Vajfert, Szerbia címere, a Szerb Nemzeti Bank épülete                       | 2006. július 18.     | forgalomban |
|        |        | 2 000 dinár | 155 x 74 mm | sárga       | Milutin Milanković          | Milutin Milanković, világtérkép, földgömb                                         | 2011. december 30.   | forgalomban |
|        |        | 5 000 dinár | 159 x 76 mm | zöld, sárga | Slobodan Jovanović          | Slobodan Jovanović, Szerbia címere, a Népgyűlés terme                             | 2006. október 25.    | forgalomban |